# Єгоров Давид Артемович
Дави́д Арте́мович Єго́ров (2001—2023) — український військовослужбовець, учасник російсько-української війни.

## Життєпис
Народився 13 березня 2001 року в Попасній, Луганської області. Проживав у Підволочиській громаді, Тернопільської області.
У 2021 році підписав контракт з збройними силами України, проходив службу у 44 ОАБр.
Загинув 29 серпня 2023 в Запорізькій області під час виконання бойового завдання[неавторитетне джерело].

## Нагороди
- Орден «За мужність» III ступеня[4].